# Tijdlijn van de Europese staatsschuldencrisis (2014)
Onderstaand overzicht bevat een chronologische opsomming van de voornaamste gebeurtenissen rond de Europese staatsschuldencrisis in 2014.

## Januari
- In de week van 30 december 2013 daalde op 2 januari 2014 het rendement op Spaanse en Italiaanse 10-jaars leningen tot beneden 4%.[1] ECB-president Draghi verdedigde zijn beleid in een interview met Der Spiegel.[2] De Griekse premier Samaras zei in een nieuwjaarstoespraak dat Griekenland in 2014 zou kunnen terugkeren op de financiële markten.[3] Het aantal Spaanse werklozen bleek in december 2013 te zijn gedaald met 107.000.[4] Het rendement op Spaanse staatsleningen daalde op vrijdag tot het laagste niveau in 3,5 jaar.[5] De hoogleraren Reinhart en Rogoff waarschuwden in een IMF Working paper dat de totale omvang van overheids- en private schulden in de "developed world" zo groot was dat aan enige vorm van herstructurering niet zou kunnen worden ontkomen.[6][7] Obligatiebelegger PIMCO betwijfelde of Griekenland in 2014 weer zou kunnen terugkeren tot de financiële markten.[8] Letland trad per 1 januari 2014 toe tot de eurozone.
- In de week van 6 januari 2014 dreigde de Griekse minister van Buitenlandse Zaken Venizelos in een interview met de FAZ dat de Griekse regering ten val zou komen als de trojka niet akkoord ging met een gedeeltelijke kwijtschelding;[9] ESM-directeur Regling antwoordde in een interview met Der Spiegel afwijzend.[10][11] Ierland plaatste een 10-jarige lening die met een inschrijving van € 14 miljard en een yield van 3,54% een groot succes werd.[12] Het rendementsverschil tussen Griekse en Duitse 10-jaars leningen daalde op dinsdag tot beneden 600 bp. (Het laagste ooit gemeten niveau was 9 bp, eind januari 2005, het hoogste niveau 3313 bp, eind december 2011.) De werkloosheid in de eurozone bleek in november gelijk te zijn gebleven op 12,1%; in Italië was er een stijging tot 12,7% (jeugdwerkloosheid: 41,6%).[13] In Portugal daalde de werkloosheid van 15,6% in oktober tot 15,5% in november.[14] Portugal heropende op donderdag de 2019-staatslening; hiervoor bleek zeer veel belangstelling te bestaan: er werd voor € 11 miljard ingeschreven en € 3,25 miljard toegewezen tegen een rendement van 4,66%.[15] De ECB hield op 9 januari de beleidsrentes ongewijzigd,[16][17] doch scherpte de bewoordingen van de "forward guidance" nog iets aan.[18] De Griekse werkloosheid bleek in oktober 2013 te zijn gestegen tot 27,8%; de industriële productie was in november gedaald met 6,1% op jaarbasis.[19] Portugal verkocht de verzekeringsdivisie van staatsbank Caixa Geral de Depositos voor € 1 miljard; het totaal aan privatiseringsopbrengsten kwam daarmee op € 8,1 miljard, terwijl met de trojka € 5 miljard was afgesproken.[20][21]
- In de week van 13 januari 2014 zei mw. Lautenschläger, beoogd opvolger van de heer Asmussen in de ECB-board, bij haar "sollicitatiegesprek" met het Europese Parlement dat het huidige beleid van zeer lage rentes zo snel mogelijk beëindigd diende te worden wegens mogelijke neveneffecten. Bankensaneringen zouden zo snel mogelijk moeten kunnen plaatsvinden: binnen één weekend.[22] Griekse artsen werkzaam bij EOPYY besloten hun staking voort te zetten tot 24 januari.[23] Letland, op 1 januari 2014 toegetreden tot de eurozone, plaatste de eerste staatslening in euro's: op een 7-jaarslening[24] van € 1 miljard werd € 4,5 miljard ingeschreven. De Spaanse economie was volgens minister van Economische Zaken De Guindos in het vierde kwartaal van 2013 gegroeid met 0,3%.[25] Het aantal Spaanse huizenverkopen bleek in november te zijn gedaald tot 21.847, bijna het laagste niveau sinds het begin van de crisis.[26] Litouwen kondigde een 10-jaars lening in euro's aan: op een lening van € 500 miljoen werd € 2 miljard ingeschreven. De Litouwse regering introduceerde een wetsvoorstel om begin 2015 over te gaan op de euro.[27] Moody's noemde de hoeveelheid Spaanse staatsschuld in handen van Spaanse banken zorgwekkend.[28] Fitch handhaafde de rating van Nederland op AAA met negative outlook.[29] Het percentage leningen met betalingsachterstanden in de portefeuilles van Spaanse banken bleek in november te zijn gestegen tot 13,08%: het hoogste niveau in 50 jaar.[30] Moody's verhoogde op vrijdag de rating van Ierland van Ba1 tot Baa3, met positive outlook; Ierland was hiermee bij alle drie grote rating agencies weer "investment grade".[31]
- In de week van 20 januari 2014 daalde op maandag het rendement op Ierse staatsleningen. Op dinsdag emitteerde Spanje een 10-jaars lening waarop voor bijna € 40 miljard werd ingeschreven; op deze lening werd € 10 miljard toegewezen in plaats van de beoogde € 6 miljard. De dubieuze leningen in de portefeuilles van Italiaanse banken bleken in november te zijn gestegen tot 7,8%, het hoogste niveau sinds oktober 1999.[32] De totale overheidsschuld in de eurozone bleek in het derde kwartaal van 2013 iets gedaald te zijn, voor het eerst sinds het vierde kwartaal van 2007, tot 92,7% van het GDP.[33][34] Het IMF verhoogde in een update van de World Economic Outlook de groeiraming voor 2014 van vooral Spanje (van 0,2% tot 0,6%).[35] De Spaanse werkloosheid bleek in het vierde kwartaal van 2013 te zijn gestegen tot 26,03%.[36] De Portugese regering zei over 2013 een tekort te hebben gehad van 4,6% tot 4,7%, beneden de met de trojka afgesproken 5,5%.[37] Op het eind van de week sloeg het positieve klimaat op de obligatiemarkten om, mede naar aanleiding van een dreigende crisis in Argentinië, en daalden perifere staatsleningen weer in koers. Op het World Economic Forum deed de heer Draghi de suggestie dat de ECB door banken aan ondernemingen en particulieren verstrekte leningen in gesecuritiseerde vorm zou kunnen opkopen, mits ze "eenvoudig te begrijpen, te prijzen en te verhandelen" zouden zijn.[38][39]

- In de week van 27 januari 2014 verhoogde Moody's de outlook van Slovenië (Ba1) van negative naar stable; de rating van Frankrijk (Aa1) en de negative outlook werd bevestigd. Een delegatie uit het Europees Parlement zei in Athene dat er een herstructurering van de aan Griekenland verstrekte leningen zou moeten plaatsvinden; de trojka zou vervangen moeten worden door een entiteit met meer democratische legitimiteit en transparantie.[40] De "Bank Lending Survey" van de ECB van januari 2014 liet een (verdere) verbetering van de bereidheid van banken om krediet te verstrekken zien, doch de geneigdheid van ondernemingen en particulieren om krediet te vragen bleef nog achter.[41] De grootste Italiaanse partijen bereikten een akkoord over een nieuwe kieswet, ter vervanging van de bestaande die door het Constitutionele Hof ongeldig was verklaard; de nieuwe wet voorzag in een "bonus" voor de grootste partij en een kiesdrempel voor kleinere partijen.[42] Moody's verhoogde de groeiraming voor Portugal voor 2014 van 0,7% tot 1,0%.[43] De inflatie in de eurozone bleek in januari te zijn gedaald tot 0,7% op jaarbasis;[44] De financiële markten verwachtten dat hierdoor de druk op de ECB tot het nemen van verdere maatregelen zou toenemen.[45] De werkloosheid in de eurozone bleek in december 2013 licht te zijn gedaald; vooral een daling van de werkloosheid in Spanje en Portugal (15,4%) had hieraan bijgedragen.[46]

## Februari

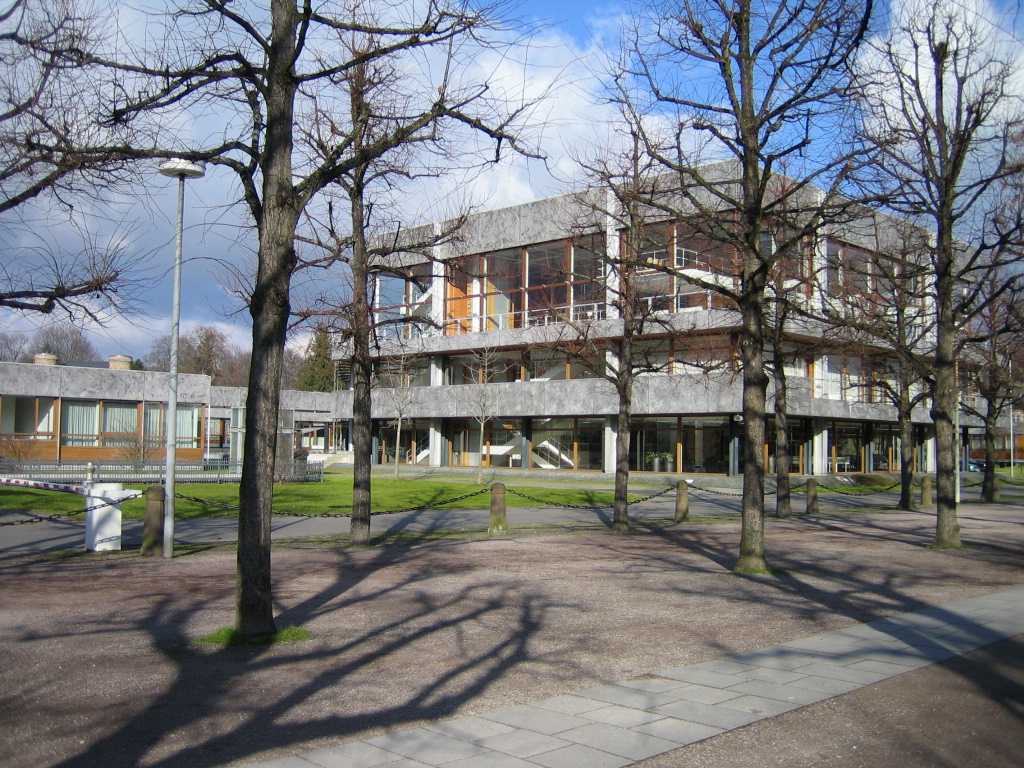
Het gebouw van het Bundesverfassungsgericht in Karlsruhe

- Het gebouw van het Bundesverfassungsgericht in Karlsruhe In de week van 3 februari 2014 berichtte Kathimerini dat Griekenland op 153 punten achterliep met hervormingen.[47] Der Spiegel berichtte dat het Duitse ministerie van Financiën werkte aan een derde steunpakket voor Griekenland, van € 10 miljard tot € 20 miljard, met als voorwaarde dat er krachtiger hervormd zou worden.[48] Een woordvoerder ontkende op 3 februari 2014 "categorisch" dat hierbij voorzien was in een nieuwe "haircut".[49] De Griekse manufacturing PMI bleek in januari voor het eerst sinds augustus 2009 te zijn gestegen tot boven 50, wat op een expansie van de industrie duidde.[50] Bloomberg berichtte dat de heer Draghi steun zocht van de Bundesbank om de in het kader van het SMP-programma aangekochte staatsleningen niet langer te steriliseren.[51] De Ierse werkloosheid bleek in januari te zijn gedaald tot 12,3%, het laagste niveau in ruim vier jaar.[52] De ECB liet op donderdag 6 februari de beleidsrentes ongewijzigd.[53][54][55][56] S&P zei dat de "Comprehensive Assessment" van de 128 grootste Europese banken vermoedelijk niet zou leiden tot zodanige extra kapitaalsinjecties dat de ratings van de betrokken landen negatief beïnvloed zouden worden.[57] De Portugese regering kondigde een loterij aan waarbij kassabonnen als loten fungeerden, teneinde de zwarte economie te bestrijden.[58] Spanje plaatste op donderdag een driejaars-lening tegen 1,59% en een vijfjaars-lening tegen 2,28%: beide historisch lage absolute niveaus.[59][60] Het Bundesverfassungsgericht besloot het Hof van Justitie van de Europese Unie de vraag voor te leggen of het OMT-programma verenigbaar was met het EU-recht.[61][62][63][64][65][66] De Europese Commissie en de ECB zeiden te verwachten dat het Hof van Justitie zou oordelen dat de ECB conform het Europese recht handelde.[67]
- In de week van 10 februari 2014 berichtte Die Welt dat de ECB wel voornemens was om verslagen van de vergaderingen van de Governing Council te publiceren, doch slechts met een zakelijke weergave van de discussies, zonder dat de mening van individuele bestuursleden genoemd zou worden.[68][69] De Griekse industriële productie bleek in december 2013 te zijn gestegen met 0,5% op jaarbasis. Zorgen over de financiële positie van Oostenrijk namen toe nadat de genationaliseerde bank Hypo Alpe Adria insolvent leek te zijn.[70][71] Portugal emitteerde € 3 miljard van een bestaande 10-jaarslening, waarop voor € 9,5 miljard werd ingeschreven.[72][73] ECB-bestuurder Coeure zei dat het OMT-programma nog steeds "intact" was, na de beslissing van het Bundesverfassungsgericht.[74] (In een wetenschappelijk artikel, vrijwel gelijktijdig gepubliceerd onder auspiciën van het IFO, werd de effectiviteit van het OMT-programma echter in twijfel getrokken.)[75] Slovenië plaatste op donderdag twee leningen in Amerikaanse dollars: $ 2 miljard 10-jaars tegen 5,48% en $ 1,5 miljard 4,28%, bij een inschrijving van in totaal $ 16 miljard. Het IMF keurde de uitbetaling van een volgende tranche van het steunpakket aan Portugal goed, ten bedrage van € 910 miljoen euro's.[76] Politieke spanningen in Italië namen toe nadat er een machtsstrijd losbarstte tussen premier Letta en PD-partijvoorzitter Renzi.[77][78][79] De Griekse werkloosheid bleek in november 2013 te zijn gestegen tot 28,0%, wat een nieuw record was.[80] De ECB schreef in het "Monthly Bulletin" van februari 2014 te verwachten dat de inflatie in de eurozone in de komende jaren geleidelijk zou stijgen, tot 1,6% in 2016.[81] ECB-bestuurder Coeure zei in het Europese Parlement te verwachten dat medio 2014 besprekingen zouden moeten plaatsvinden over (hernieuwde) herstructurering van de Griekse staatsschuld.[82] Op donderdagavond kondigde Letta aan zijn ontslag te zullen indienen.[83] De reactie van de financiële markten was zeer gering. Diverse landen in de eurozone rapporteerden (voorlopige) groeicijfers over het vierde kwartaal, die het beeld van een geleidelijk herstel bevestigden.[84] Op vrijdag verhoogde Moody's de outlook van Italië van negative naar stable.
- In de week van 17 februari 2014 kondigde de Griekse regering wetgeving aan waarmee het opzetten van een onderneming vereenvoudigd zou worden (het aantal stappen voor het opzetten van een industriële onderneming zou gereduceerd worden van 21 tot 7).[85] ESM-directeur Regling zei in de Süddeutsche Zeitung niet te verwachten dat uit de stresstest van de Europese banken grote problemen naar voren zouden komen.[86] Volgens Cinco Dias had 51% van de Cypriotische huishoudens een tweede huis, 38% van de Griekse, 36% van de Spaanse, en 25% van de Italiaanse en Franse.[87] Renzi kondigde een ambitieus hervormingsprogramma aan: wijziging van de Grondwet in februari, arbeidsmarkthervormingen in maart en hervormingen van de bureaucratie in april.[88] De eurogroep vergaderde op maandag zonder concrete resultaten; inspecteurs van de trojka zouden terugkeren naar Athene om na te gaan of Griekenland alle afgesproken hervormingen had doorgevoerd.[89] Het aandeel dubieuze leningen in de portefeuilles van Spaanse banken bleek in december 2013 te zijn gestegen tot 13,6%;[90][91] ook in Italië steeg dit nog. De Bundesbank suggereerde in haar Monatsbericht van februari 2014 dat men akkoord zou gaan met een stoppen met het steriliseren van de SMP-aankopen (uit 2010).[92] Fitch handhaafde de rating van Italië op negative outlook.[93] Portugal bleek het aantal ambtenaren in 2012 en 2013 te hebben verminderd met 8,6%, terwijl met de trojka 2% per jaar was afgesproken.[94] Bundesbank-president Stark zei in de FAZ dat het opkopen van staatsleningen door de ECB het monetaire beleid zou bemoeilijken: het zou de ECB een gevangene van de politiek maken; een probleemland zou eerder zijn eigen burgers extra moeten belasten.[95] De dubieuze leningen in portefeuilles van Italiaanse banken stegen in december tot 8,1%. Het IMF liet zich in de tiende "review" over het steunprogramma voor Portugal positief uit over de voortgang van de hervormingen, hoewel een aantal uitspraken van het Constitutionele Hof waarin wetswijzigingen onverbindend waren verklaard als een risico werden aangeduid.[96] De Griekse current account bleek over 2013 een overschot te hebben van € 1,24 miljard; in 2012 was dit nog een tekort van € 4,62 miljard.[97][98] Spanje leende op donderdag voor diverse looptijden tegen de laagste rendementen sinds 2006.[99] Portugal rapporteerde een overschot op de current account over 2013 van € 850 miljoen; dit was in 2012 nog een tekort van ruim € 3,3 miljard en het eerste overschot sinds 1993.[100] Portugese spaarders bleken in 3 maanden circa € 850 miljoen te hebben belegd in Certificados do Tesouro Poupança Mais (More Saving Treasury Certificates), met rendementen van 2,75% in de eerste drie jaar en 5% in de laatste 2 jaar.[101] Fitch handhaafde de rating van Ierland op BBB+.[102] De Brusselse "denktank" Bruegel publiceerde een rapport waarin gesteld werd dat Griekenland een derde steunpakket van circa € 40 miljard nodig zou hebben.[103] Op vrijdag presenteerde Renzi een hervormingsprogramma met in totaal 8 punten.[104] De OECD riep Spanje op tot verdere hervorming van de arbeidsmarkt.[105] De Europese Commissie zei dat de lonen in Portugal met 5% zouden moeten dalen.[106] Op vrijdag verhoogde Moody's de rating van Spanje met 1 notch tot Baa2, met positive outlook.[107]
- In de week van 24 februari 2014 zei ECB-bestuurder Praet in diverse interviews geen deflatie te verwachten.[108] De Europese Commissie publiceerde ramingen voor 2014 en 2015: men verwachtte een groei in de eurozone van 1,2% in 2014 en 1,8% in 2015, met een werkloosheid van 12,0% in 2014 en 11,7% in 2015.[109] Portugal kondigde een terugkoopprogramma van staatsleningen per oktober 2014 en oktober 2015 aan.[110] Tussen de trojka en de Griekse regering ontstonden wrijvingen over het bedrag dat nodig was voor het saneren van het Griekse bankwezen.[111] Renzi won een vertrouwensvotum in zowel het Huis van Afgevaardigden als de Senaat.[112][113]

## Maart
- In de week van 3 maart 2014 bleek het aantal Spaanse werklozen in februari voor het eerst sinds 2007 op maandbasis te zijn gedaald, met 1.949 personen.[114] Een woordvoerder van het Duitse ministerie van Financiën zei dat Portugal een goede gelegenheid had om het steunprogramma (zonder nieuwe steun) te verlaten.[115] Reuters berichtte dat de ECB op donderdag 6 maart zou besluiten tot het beëindigen van het steriliseren van het SMP-programma.[116] Het aantal passagiers via de luchthaven van Madrid bleek in februari voor het eerst sinds twee jaar op jaarbasis te zijn gestegen.[117] De meningsverschillen tussen de trojka en de Griekse regering bleken nog niet te zijn opgelost; het ging onder meer over het bedrag dat nodig was voor de sanering van de bankensector en over de houdbaarheidsperiode van verse melk.[118] Ook de afslanking van het ambtenarenapparaat bleek niet te vlotten.[119] Op donderdag liet de ECB de beleidsrentes ongewijzigd; men onthield zich tevens van andere maatregelen.[120][121][122] De Spaanse huizenprijzen bleken in het vierde kwartaal van 2013 weer te zijn gedaald, na een stijging in het derde kwartaal.[123]
- In de week van 10 maart 2014 bereikten de Europese ministers van Financiën wederom geen overeenstemming over de invulling van het bankensaneringsfonds.[124] Griekenland had nog steeds niet voldaan aan de verplichtingen, vereist voor het vrijgeven van de volgende tranches van de steunpakketten.[125] De Griekse economie bleek in 2013 te zijn gekrompen met 3,9%; over de periode 2008-2013 was er in totaal een krimp geweest van bijna 24%.[126] De betalingsachterstanden van Griekse belastingplichtigen bleek in 2013 met ³ 10 miljard te zijn toegenomen tot € 62,5 miljard.[127] De Portugese economie bleek in het vierde kwartaal van 2013 te zijn gegroeid met 0,6%.[128] De OECD riep in haar Interim Economic Assessment de eurozone en Japan op om de omvang van de monetaire stimulering constant te houden of te vergroten.[129] Ook op dinsdag werd geen overeenstemming bereikt over het bankensaneringsmechanisme.[130] Ierland leende op donderdag € 1 miljard 10-jaars tegen 2,97%; er werd voor circa € 3 miljard ingeschreven. Het rendement op 10-jarige Ierse staatsleningen daalde tot beneden 3%; op de top van de crisis in juli 2011 was dit ruim 14%. De Griekse werkloosheid bleek in het vierde kwartaal te zijn gestegen tot 27,5%;[131] de jeugdwerkloosheid onder vrouwen zelfs tot 62,5%. De Spaanse staatsschuld bleek in het vierde kwartaal van 2013 te zijn gestegen tot € 961 miljard, zijnde 93,9% van het GDP.[132] De Ierse economie bleek in het vierde kwartaal van 2013 onverwacht te zijn gekrompen met 2,3% op kwartaalbasis,[133][134] De voorzitter van het Griekse parlement besloot dat parlementariërs voortaan zelf hun koffie en koekjes dienden te betalen, nadat bij 44 commissievergaderingen ruim € 10.000 daaraan was uitgegeven.[135]
- In de week van 17 maart 2014 bereikten Griekenland en de trojka (na onderhandelingen die sinds september 2013 hadden geduurd) een akkoord over de vrijgave van de volgende tranche van de steunpakketten; er zouden geen extra bezuinigingen nodig zijn; er zou van het "primary budget surplus" € 5 miljoen worden verdeeld over 1 miljoen arme Grieken.[136][137][138] Griekenland plaatste 3-maands schatkistpapier op 3,10%, het laagste niveau sinds het begin van de crisis.[139] Griekse ambtenaren hielden een 48-uurs staking.[140] Het Duitse Bundesverfassungsgericht wees de bezwaren tegen de Duitse deelname aan het ESM definitief af.[141][142][143] Het aandeel dubieuze leningen in de portefeuilles van Spaanse banken daalde in januari van 13,6% tot 13,5%, deels als gevolg van het niet meer als bank classificeren van een aantal financieringsmaatschappijen.[144] De EU bereikte op donderdag (na een vergadering die 16 uur duurde) een akkoord met het Europees Parlement over het bankensaneringsfonds. Dit zou nu in 8 jaar worden opgebouwd; 40% zou ter gemeenschappelijke beschikking staan bij de start en 70% na drie jaar.[145][146] Het Griekse ministerie van Financiën kondigde plannen aan voor een eerste emissie van een normale staatslening sinds het begin van de crisis.[147]
- In de week van 24 maart 2014 kondigden Griekse apothekers een staking van onbepaalde duur aan.[148] ECB-bestuurder Weidmann zei dat kwantitatieve versoepeling door de ECB "niet in het algemeen uitgesloten" was ("not generally out of the question").[149][150] De Griekse regering diende een uitgebreid wetsvoorstel in ("omnibus bill") waarin alle wetswijzigingen vervat waren die voortvloeiden uit het recente akkoord met de trojka; een struikelblok was de verlenging van de houdsbaarheidsduur van verse melk van 5 tot circa 10 dagen.[151][152] De Italiaanse regering presenteerde plannen om de 72 Italiaanse provincies op te heffen: dit zou het salaris van 3000 politici uitsparen.[153] De Italiaanse regering kondigde aan in totaal 151 dienstauto's via eBay te zullen verkopen.[154][155] Op zondag nam het Griekse parlement de "omnibus bill" aan met 152 stemmen (op 300 parlementsleden); één parlementslid van de ND-fractie stemde tegen en werd uit de partij gezet.[156][157]

## April
- In de week van 31 maart 2014 bleek de inflatie in de eurozone in maart te zijn gedaald tot 0,5% op jaarbasis; de financiële markten legden dit uit als een toenemende druk op de ECB om over te gaan tot kwantitatieve versoepeling.[158] Het Franse overheidstekort bleek in 2013 te zijn uitgekomen op 4,3%, wat hoger was dan de geplande 4,1%; de staatsschuldquote bleek te zijn gestegen tot 93,5%.[159] Reuters berichtte dat Der Spiegel berichtte dat het Duitse ministerie van Financiën verwachtte dat de Duitse 10-jaars rente zou stijgen tot 2,00% aan het eind van 2014.[160] De Italiaanse werkloosheid bleek in februari te zijn gestegen tot 13%; de jeugdwerkloosheid met 0,1% te zijn gedaald tot 42,3%.[161] Op dinsdag gaven de EU-ministers van Financiën steun aan Griekenland ten bedrage van € 8,3 miljard vrij; hiervan zou € 6,3 miljard eind mei uitbetaald worden, en het restant in juli, indien aan bepaalde voorwaarden voldaan zou zijn.[162] Het Portugese overheidstekort bleek in 2013 te zijn uitgekomen op 4,9% van het GDP, lager dan de met de trojka afgesproken 5,5%.[163] Griekenland zou volgens diverse bronnen van plan zijn om, voor het eerst sinds het begin van de crisis, normale obligaties uit te geven; het zou gaan om circa € 2 miljard met looptijden van 3 tot 5 jaar.[164] Het aantal Spaanse werklozen daalde in maart met ruim 16.000.[165] De ECB liet op 3 april de beleidsrentes ongewijzigd; de mogelijkheid van kwantitatieve versoepeling werd opengelaten, maar onder zodanige voorwaarden dat de financiële markten niet direct konden voorspellen op welke termijn dit zou  kunnen gaan gebeuren.[166][167][168][169] Op 4 april berichtte de FAZ dat de ECB simulaties had uitgevoerd over de effecten van een kwantitatieve versoepeling van € 80 miljard per maand gedurende één jaar; men zou zeer verschillende uitkomsten hebben verkregen.[170][171]
- In de week van 7 april 2014 zei Martin Schulz, voorzitter van het Europese Parlement, dat de in Europees verband afgesproken begrotingsdiscipline kon worden versoepeld, met name voor Frankrijk.[172] De heer Weidmann zei het risico van deflatie gering te achten.[173] Het personeel van het Griekse openbaar vervoer, ziekenhuizen en onderwijs staakte op woensdag.[174] Het rendement op 10-jarige Griekse staatsleningen daalde op woensdag, voor het eerst sinds het begin van de crisis, tot beneden 6%. Griekenland kondigde een (al enige tijd verwachte) 5-jarige staatslening aan.[175] De lening werd een succes: op 10 april werd op een beoogd bedrag van € 2,5 miljard ruim € 20 miljard ingeschreven, en € 3 miljard toegewezen op een rendement van 4,95%.[176] De heer Draghi herhaalde bij de IMF-vergadering in Washington op 10 april de eerder uitgesproken verwachting dat de inflatie in de eurozone gestaag zou stijgen en eind 2016 in de richting van 2% zou gaan.[177][178] Fitch verhoogde de rating van Portugal van BB+ met negative outlook naar stable outlook.[179] S&P plaatste Finland (AAA) op negative outlook.[180] Op vrijdag daalden de koersen van Griekse staatsleningen alweer.[181]
- In de week van 14 april 2014 ging op dinsdag 15 april het Europese Parlement akkoord met de voorstellen van de Europese Commissie voor de bankenunie.[182][183][184][185] De Portugese regering kondigde € 1,4 miljard extra bezuinigingen aan, nodig om het begrotingstekort over 2014 naar de met de trojka overeengekomen 4% te brengen.[186][187] Portugal plaatste 12- en 9-maandschatkistpapier op de laagste tarieven in negen jaar. Griekse staatsleningen maakten in deze week de verliezen van de vrijdag ervoor goed. Griekenland leende € 1,25 miljard 3-maands op 2,45%: het laagste niveau sinds het begin van de crisis.[188]
- In de week van 21 april 2014 schreef Der Spiegel dat de ECB concrete plannen ontwikkeld had voor een programma van kwantitatieve versoepeling van € 1000 miljard, indien nodig gevolgd door nogmaals een programma van die omvang.[189] Het aandeel dubieuze leningen in de portefeuilles van Spaanse banken daalde in februari 2014 tot 13,42% (was in januari 2014 13,53%). De staatsschuldquote in de (totale) eurozone bleek in 2013 te zijn gestegen tot 90,7% 92,6; het overheidstekort daalde van 3,7% tot 3,0%.[190][191] Portugal leende € 750 miljoen 10-jaars tegen 3,58%: de eerste normale staatslening sinds de bailout.[192][193] De Spaanse economie was volgens de Banco de España in het eerste kwartaal van 2014 gegroeid met 0,4%.[194] Griekenland verzocht om verdere reductie van de officiële leningen nadat de Europese Commissie akkoord was gegaan met de Griekse cijfers, inhoudende dat men een "primary budget surplus" had gerealiseerd, en de Euro Working Group akkoord was gegaan met vrijgave van € 6,3 miljard aan leningen.[195][196] S&P verhoogde de rating van Cyprus van B- tot B, met positive outlook. Fitch verhoogde de rating van Spanje van BBB tot BBB+.[197] De Sloveense premier Alenka Bratušek verloor een vertrouwensstemming in haar partij.
- In de week van 28 april 2014 verklaarde de heer Draghi tegenover een commissie van de Bundestag dat kwantitatieve versoepeling niet op korte termijn te verwachten was, en in de actuele omstandigheden betrekkelijk onwaarschijnlijk was ("is not imminent and is relatively unlikely for now"). Het aantal Spaanse werkenden bleek in het eerste kwartaal van 2014 te zijn gedaald tot 22.883.000, het laagste cijfer sinds 2008, als gevolg van onder meer emigratie van Spanjaarden naar elders en terugkeer van immigranten.[198] De Spaanse economie bleek evenwel in het eerste kwartaal van 2014 te zijn gegroeid met 0,4% volgens het Spaanse statistische instituut.[199] De aandeelhouders van het ESM stortten de laatste termijn van het kapitaal van het ESM, dat daarmee op € 80 miljard kwam.[200] De Spaanse 10-jaarsrente daalde op vrijdag 2 mei tot beneden 3%, voor het eerst sinds 2005. Op 3 mei kondigde mevrouw Bratušek haar aftreden aan, waarmee nieuwe verkiezingen gehouden zouden kunnen worden.[201] Op 4 mei kondigde de Portugese regering aan, na het aflopen van het (driejarige) steunprogramma geen nieuwe steun aan te zullen vragen, ook niet in de vorm van een "precautionary credit line".[202][203]

## Mei
- In de week van 5 mei 2014 daalde het rendement op 10-jarige Italiaanse staatsleningen tot beneden 3%. De Griekse regering verzocht de eurogroep formeel om verlenging van de officiële leningen[204], doch dit werd aangehouden.[205] De OECD riep de ECB op de refi rate te verlagen tot 0%.[206] De ECB volgde dit advies niet op, maar liet de beleidsrentes op 8 mei ongewijzigd en onthield zich eveneens van verdere stappen; men suggereerde wel dat dit in de volgende vergadering (5 juni 2014) zou kunnen gebeuren, indien de verwachtingen omtrent het verloop van de inflatie daartoe aanleiding zouden geven.[207][208][209] S&P handhaafde de rating van Portugal op BB, maar verhoogde de outlook van negative naar stable. Moody's verhoogde de rating van Portugal van Ba3 tot Ba2.[210] De Griekse werkloosheid daalde in februari tot 26,5%.[211]
- In de week van 12 mei 2014 plaatste Griekenland € 1,3 miljard aan driemaands-schatkistpapier op een rendement van 2,13%; dit was in april nog 2,45%.[212] Het aantal Spaanse huizenverkopen bleek in maart 2014 te zijn gestegen met 22,8% op maandbasis.[213][214] ECB-bestuurder Praet zei in een interview met Die Zeit dat de ECB overwoog om in de vergadering van de Governing Council van 5 juni tot "diverse maatregelen" te besluiten, waaronder een verlaging van de beleidsrentes en langer lopende leningen aan banken, ter financiering van het bedrijfsleven; kwantitatieve versoepeling zou eerst aan de orde komen indien de groei en de inflatie in de eurozone zich aanmerkelijk slechter zouden ontwikkelen dan op dat moment verwacht werd.[215] Op donderdag daalden de koersen van perifere staatsleningen op een (onjuist gebleken) gerucht dat de Griekse regering overwoog om (deels met terugwerkende kracht) koerswinsten van staatsleningen te belasten. Op vrijdag verhoogde Moody's de rating van Ierland van Baa3 tot Baa1;[216] Fitch handhaafde de rating van België op AA.[217]
- In de week van 19 mei 2014 bleek het percentage dubieuze leningen in de portefeuilles van Spaanse banken in maart voor de derde opeenvolgende maand te zijn gedaald, van 13,42% tot 13,38%.[218] Bij Griekse banken bleken de dubieuze leningen aan huishoudens en ondernemingen in het eerste kwartaal van 2014 te zijn gestegen van 31,8% tot 33%.[219] De Süddeutsche Zeitung schreef dat Bundesbank-president Weidmann zijn bezwaren tegen een negatieve deposit rate had opgegeven. S&P verhoogde de rating van Spanje van BBB- naar BBB; Fitch verhoogde de rating van Griekenland van B- tot B.[220][221]
- In de week van 26 mei 2014 zei de heer Draghi op een door de ECB georganiseerde bijeenkomt in Sintra dat de ECB alert was op deflatierisico's en niet zou schromen maatregelen te nemen.[222][223] De nieuwe Spaanse hypotheken bleken in maart 2014 voor het eerst sinds 2010 op jaarbasis te zijn gestegen.[224] Italië leende in totaal € 5,75 miljard tegen record-lage tarieven: 5-jaars tegen 1,62% en 10-jaars tegen 3,01%.[225]

## Juni
- In de week van 2 juni 2014 verklaarde het Portugese Constitutionele Hof een aantal onderdelen van het meest recente bezuinigingspakket in strijd met de grondwet.[226] De trojka besloot de uitbetaling van de laatste tranche voorshands op te schorten.[227] EU-commissaris Barroso uitte zorgen over de bereidheid van Italië en Spanje om vast te houden aan de afgesproken begrotingsdoelen.[228] De inflatie in de eurozone bleek in mei te zijn gedaald tot 0,5% op jaarbasis;[229][230][231] de financiële markten leidden hieruit af dat dit een toenemende druk op de ECB betekende op om 5 juni met maatregelen te komen.[232] De rentes in de eurozone bleken sinds Napoleon niet zo laag te zijn geweest.[233] Voormalig ECB-bestuurder Stark waarschuwde voor de gevolgen van een rentestap door de ECB.[234] Op 5 juni kondigde de ECB een breed pakket matregelen aan: de beleidsrentes werden met 0,10% verlaagd (waardoor de deposit rate, voor het eerst in de geschiedenis van de ECB, negatief werd); er werd een pakket van € 400 miljard aan "targeted LTROs" aangekondigd, zijnde goedkope leningen aan banken ter financiering van leningen aan ondernemingen en huishoudens (exclusief hypotheken); het steriliseren van in het kader van SMP aangekochte staatsleningen werd beëindigd; de toezegging om ongelimiteerd kortere leningen aan banken te verstrekken ("fixed rate full allotment") werd verlengd van medio 2015 tot eind 2016; het opkopen van securitiseerde leningen ("ABS") werd in het vooruitzicht gesteld.[235][236][237] Op vrijdag stegen perifere staatsleningen aanmerkelijk in koers. S&P verhoogde de rating van Ierland van BBB+ tot A-.[238]
- In de week van 9 juni 2014 verdedigde de heer Weidmann het maatregelen van de ECB van 5 juni, doch waarschuwde tot terughoudendheid bij kwantitatieve versoepeling: de ECB mocht niet de "bad bank" van de eurozone worden.[239] S&P verhoogde de rating van Spanje van BBB- tot BBB. De Griekse deflatie bleek in mei te zijn gestegen tot 2% op jaarbasis.[240] De Portugese minister van Financiën zei dat Portugal desnoods kon afzien van de laatste tranche van het steunpakket, waarvan de uitbetaling in gevaar was gekomen na de recente uitspraak van het Constitutionele Hof;[241] er zouden wel alternatieve bezuinigingen aan het parlement worden voorgelegd.[242] De Spaanse economie bleek in omvang te zijn toegenomen met 4,5% nadat, met instemming van de EU, de omzet in prostitutie, drugshandel en smokkel werd meegenomen.[243]
- In de week van 16 juni 2014 kondigde de Europese Commissie stappen aan tegen Italië wegens te grote achterstanden bij betalingen aan leveranciers aan overheden.[244] Het percentage dubieuze leningen in portefeuilles van Spaanse banken bleek in april 2014 te zijn gestegen tot 13,44%, na drie maanden van dalingen.[245] Het per-capita inkomen in Spanje bleek te zijn teruggevallen tot dat van 16 jaar ervoor.[246] Cyprus plaatste zijn eerste openbare leningen sinds de bailout, met een vijfjaars-lening van € 750 miljoen met een coupon van 4,75%.[247]
- In de week van 23 juni 2014 waarschuwde de heer Weidmann tegen een loslaten van de criteria van het Stabiliteits- en Groeipact, na oproepen van Frankrijk en Italië om meer souplesse ten aanzien van de 3%-regel.[248][249]

## Juli
- In de week van 30 juni 2014 sloot Jaime Caruana, hoofd van de Bank for International Settlements, zich aan bij de waarschuwing van de heer Weidmann.[250] De inflatie in de eurozone bleek in juni, net als in mei, 0,5% op jaarbasis te bedragen.[251] De ECB hield in haar vergadering van 3 juli de beleidsrentes ongewijzigd (hetgeen algemeen verwacht was na de omvangrijke maatregelen van begin juni) maar presenteerde een uitwerking van de toen aangekondigde "targeted LTRO's".
- In de week van 7 juli 2014 bleek dat van het door de Italiaanse staat te verkopen onroerend goed slechts één object was verkocht (een oud ziekenhuis, voor € 610.000).[252] In de loop van de week daalden Portugese staatsleningen (en in mindere mate Italiaanse en Spaanse) naar aanleiding van problemen bij de Portugese bank Banco Espirito Santo.
- In de week van 21 juli 2014 zei de Franse minister van Financiën Sapin dat Frankrijk zich zou houden aan de regels van het Stabiliteitspact,[253] hoewel regelmatig van Franse zijde was aangedrongen op ten minste souplesse bij het hanteren van de regels daarvan. De Spaanse Treasury bleek de uitgifte van een 50-jarige lening te overwegen.[254][255] Op het wetsvoorstel tot hervorming van de Italiaanse Senaat (met een forse reductie van het aantal senatoren) bleken 8000 amendementen te zijn ingediend.[256] Griekenland bleek, alvorens de laatste tranche van € 1 miljard van het tweede steunpakket kon worden uitbetaald, nog 90% van 600 maatregelen te moeten doorvoeren.[257][258] De staatsschuldquote in de eurozone bleek eind eerste kwartaal 2014 te zijn gestegen tot 93,9%;[259][260] Griekenland had de hoogste staatsschuld met 174,1%.[261] Litouwen bleek te voldoen aan de criteria voor toetreding tot de eurozone, wat per 1 januari 2015 zou geschieden.[262] De Spaanse werkloosheid bleek in het tweede kwartaal te zijn gedaald tot 24,47%.[263][264]